# SENTIMENTAL ROAD
『SENTIMENTAL ROAD』（センチメンタル・ロード）は、J-WALK3枚目のオリジナルアルバム。1982年12月15日にBOURBON RECORDSから発売された。

## 概要
前作「Jay-Walk'」から10ヶ月後に発売された。

## 収録曲
（全編曲：J-WALK）
1. 野良犬 (A STRAY DOG)
作詞：トシ・スミカワ、作曲：長島進
4枚目のシングル「センチメンタル・ロード」のB面。
2. 俺のV-TWIN
作詞：YABU、作曲：杉田裕
3. SENTIMENTAL ROAD (センチメンタル・ロード)
作詞：YABU、作曲：中村耕一
4枚目のシングル。
4. 沈みゆく夕陽 (THE LONGEST DAY)
作詞・作曲：近藤敬三
5. FOR WEEKEND LOVERS (ウィーク・エンド・ラヴァーズ)
作詞：トシ・スミカワ、作曲：知久光康
6. RUB-A-DUM-DUM-DUM (ラバ・ドン・ドン・ドン)
作詞：YABU、作曲：杉田裕
7. ウィンズ・ブルース吹く街角 (WIND'S BLUES)
作詞：YABU、作曲：田切純一
8. あいつの話 (TALKING MEMORIES)
作詞：YABU、作曲：中村耕一
9. 偽りのパラダイス (LOST PARADISE)
作詞：トシ・スミカワ、作曲：長島進